# В Сантьяго идёт дождь (фраза)
«В Сантьяго идёт дождь» (исп. Llueve sobre Santiago) — пароль к началу военного мятежа в Чили в 1973 г. Переданная на военных радиочастотах, фраза стала сигналом для сторонников генерала Аугусто Пиночета к началу восстания и свержению президента Сальвадора Альенде. Эта фраза дала название снятому в 1976 г. фильму режиссёра Элвио Сото, одноимённую музыкальную тему к которому написал знаменитый аргентинский композитор и музыкант Астор Пьяццолла. Во время судебного процесса над Пиночетом многие журналисты — используя игру слов «Santiago» и «mojado» — переделывали эту фразу в «Дождь подмочил Пиночета» (исп. Llueve sobre mojado para los Pinochet).
В последнее время возникло мнение, пока подтверждённое только исследованиями в Интернете, что фраза «В Сантьяго идёт дождь» является историческим мифом, появившемся после выхода одноимённого фильма режиссёра Эльвио Сото.